# Kazimierz Klimczewski
Kazimierz Klimczewski (ur. 21 maja 1928 w Toruniu, zm. 14 lutego 2009 we Wrocławiu) – polski architekt o specjalności budownictwo miejskie.

## Życiorys
Studiował na Politechnice Wrocławskiej, dyplom obronił 9 kwietnia 1952. Na uczelni poznał swoją przyszłą żonę Bognę Jakuszko, z którą w późniejszych latach zrealizował wiele projektów architektonicznych m.in.:
- realizację architektoniczną centrum Legnicy[1],
- projekt architektoniczny osiedla im. Mikołaja Kopernika w Legnicy[2],
- uzupełnienie zabudowy "starego miasta" w Lwówku Śląskim.

oraz realizacje na terenie Wrocławia:
- osiedle mieszkaniowe Plac PKWN (z zespołem)[3]
- Zespół Szkół nr 4 im. KEN we Wrocławiu (kierownictwo pracowni architektonicznej)

Odznaczony w 1965 Krzyżem Kawalerskim Orderu Odrodzenia Polski.
Został pochowany na Cmentarzu Osobowickim we Wrocławiu.

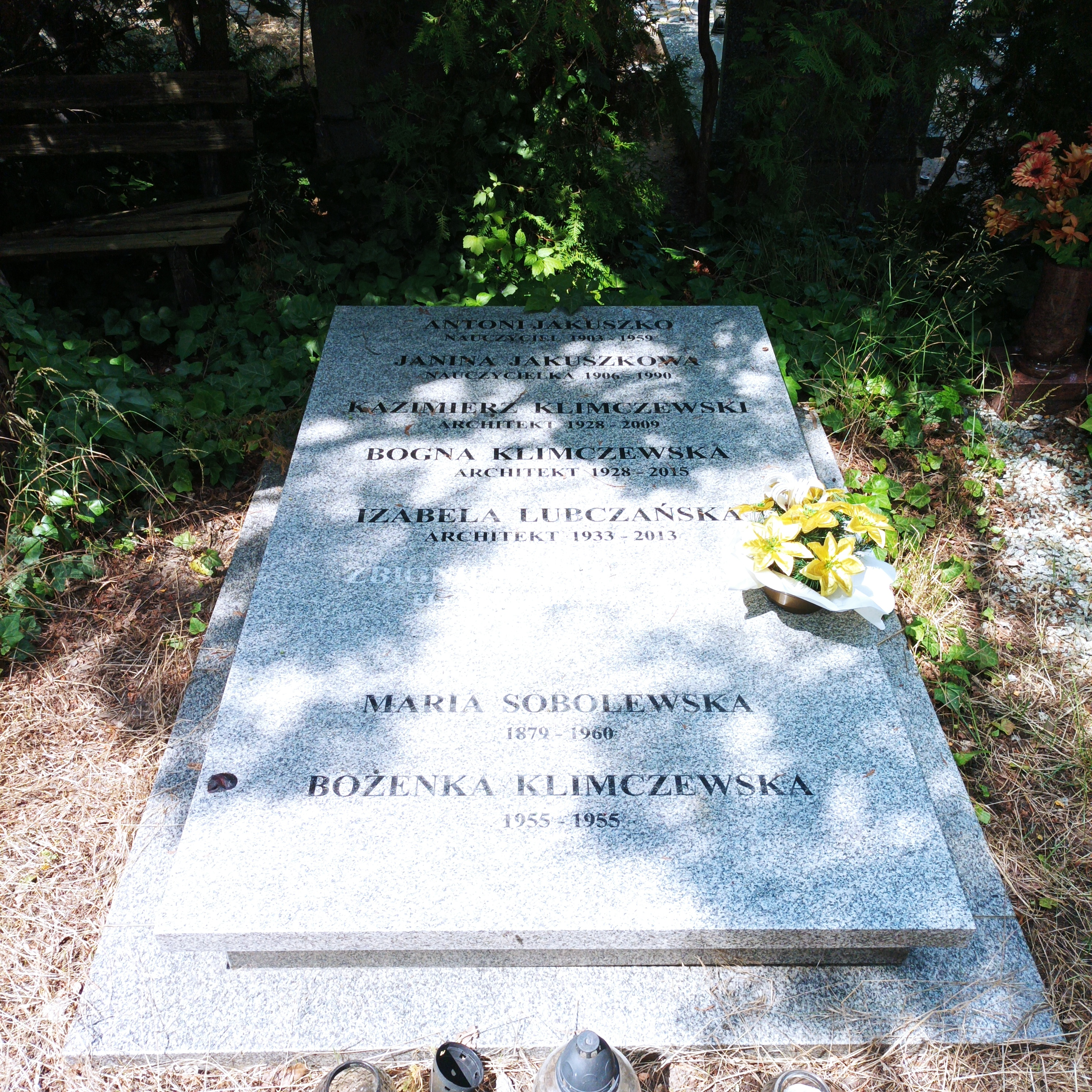
Grób Kazimierza Klimczewskiego na Cmentarzu Osobowickim